# Freie Sozialistische Partei (Marxisten-Leninisten)
Die Freie Sozialistische Partei (Marxisten-Leninisten) (FSP/ML) war die erste maoistisch orientierte Partei in der Bundesrepublik Deutschland. Sie wurde 1967 gegründet und existierte hauptsächlich im Siegerland bis in die 1980er Jahre (schon bald als Kreisverband Siegen/Olpe der KPD/ML). Im Gegensatz zur ab 1965 aufgetretenen Marxistisch-Leninistischen Partei Deutschlands, die von manchen als eine Gründung des Verfassungsschutzes angesehen wurde und die mit der heutigen MLPD nichts zu tun hat, traten ihre Gründungsmitglieder öffentlich auf und waren namentlich bekannt. Die FSP/ML wird zu den Vorläuferorganisationen der Kommunistischen Partei Deutschlands/Marxisten-Leninisten (KPD/ML) gezählt.
Die Initiatoren der Freien Sozialistischen Partei/Marxisten-Leninisten traten zuerst im Frühjahr 1967 mit Flugblättern in Erscheinung, in denen zu einer Gründungsversammlung einer marxistisch-leninistischen Partei aufgerufen wurde. Diese fand am 22. April 1967 im Käthe-Kollwitz Haus in Frankfurt am Main statt. Statt der erwarteten 1.000 Interessenten waren nur weniger als 100 erschienen, wovon die meisten zu anderen Gruppierungen gehörten. Zum Ersten Sekretär des Zentralen Komitees der FSP/ML wurde Günter Ackermann gewählt, der aber schon bald wieder die Partei verließ. Zweiter Sekretär wurde Werner Heuzeroth, der in den nächsten Jahren die Führung der Partei innehatte. 1968 stand die FSP/ML mit Gruppen (u. a. um Ernst Aust) in Verbindung, die Ende 1968 die KPD/ML gründeten, zerstritt sich aber bald darauf.
Die FSP/ML, die auch ohne den Zusatz „ML“ auftrat, gab u. a. eine Zeitschrift Die Wahrheit heraus.